# 刘传兴
刘传兴（1999年7月30日—）為中国大陆男子篮球运动员，现效力于中国男子篮球职业联赛山西猛龙。他曾代表中国队參加國際賽事。
刘传兴出生於河南省濮阳市，曾是CBA联赛广东华南虎青年队，於2018年8月27日從广东华南虎轉隊到青岛雄鹰。2021年9月7日，澳洲國家籃球聯賽布里斯本子彈宣布刘传兴加盟球隊。2022年6月22日，刘传兴加盟東亞超級聯賽湾区翼龙。2023年11月24日，在湾区翼龙解散以及無法註冊2023-24賽季CBA联赛的情況下，刘传兴與日本B2聯賽千葉阿爾提里簽約。2024年5月24日，全国男子篮球联赛香港金牛宣布與刘传兴簽下一年合約。8月31日，山西猛龙從青岛雄鹰取得刘传兴的优先续约权後向CBA联赛完成註冊。

## 外部連結
- 刘传兴在fiba.basketball（英语）
- 刘传兴在中国男子篮球职业联赛
- 刘传兴在B聯賽（日语）
- 刘传兴在Basketball-Reference.com（國際）（英语）
- 刘传兴在Eurobasket.com（球員）（英语）
- 刘传兴在RealGM（英语）
- 刘传兴在Proballers（英语）
- 刘传兴在中国篮球数据库（新浪网）
- 刘传兴在中国篮球数据库（新浪网）
- 刘传兴在Flashscore（英语）